# Marc Guéhi
Addji Keaninkin Marc-Israel Guéhi (ur. 13 lipca 2000 w Abidżanie) – angielski piłkarz iworyjskiego pochodzenia występujący na pozycji obrońcy w angielskim klubie Crystal Palace oraz w reprezentacji Anglii. Wychowanek Chelsea.